# Ashfield (Nottinghamshire)
Ashfield – dystrykt w hrabstwie Nottinghamshire w Anglii. W 2011 roku dystrykt liczył 119 497 mieszkańców.

## Miasta
- Hucknall
- Kirkby-in-Ashfield
- Sutton in Ashfield

## Inne miejscowości
Annesley, Annesley Woodhouse, Felley, Huthwaite, Jacksdale, Selston, Skegby, Stanton Hill, Teversal, Underwood.